# Bogusława Potalej
Bogusława Potalej, po mężu Klimaszewska (ur. 6 kwietnia 1957) – polska lekkoatletka, wieloboistka, halowa mistrzyni Polski, reprezentantka Polski, trener lekkiej atletyki.

## Kariera sportowa
Była zawodniczką Bałtyku Gdynia.
Na mistrzostwach Polski seniorów na otwartym stadionie zdobył jeden medal: srebrny w pięcioboju w 1978. W halowych mistrzostwach Polski seniorów wywalczyła trzy medale w pięcioboju: złoty w 1982, srebrny w 1979 i brązowy w 1977.
Reprezentowała Polskę na zawodach Pucharze Europy w wielobojach, zajmując w 1979 13. miejsce w półfinale, z wynikiem 4074.
Rekord życiowy w siedmioboju: 5426 (8.09.1985), w biegu na 100 m ppł: 13,88 (25.08.1983), w skoku wzwyż: 1,75 (27.05.1978), w skoku w dal: 6,07 (30.07.1978).
Po zakończeniu kariery sportowej pracowała w Bałtyku Gdynia i KL Gdynia, gdzie odkryła talent Moniki Pyrek. W 2006 otrzymała od Prezydenta Gdyni nagrodę „Trener Roku 2006”, w związku z sukcesami Mateusza Didenkowa.
Lekką atletykę uprawiała także jej córka, Małgorzata Klimaszewska (ur. 11 listopada 1986), która w skoku o tyczce zwyciężyła w 2003 w Ogólnopolskiej Spartakiadzie Młodzieży, była też halową mistrzynią Polski juniorek młodszych w 2003, w 2004 zdobyła brązowy, w 2005 srebrny medal halowych mistrzostw Polski juniorek, w 2004 brązowy medal mistrzostw Polski juniorek na otwartym stadionie.